# Goniagnathus punctifer
Goniagnathus punctifer är en insektsart som beskrevs av Walker 1858. Goniagnathus punctifer ingår i släktet Goniagnathus och familjen dvärgstritar. Inga underarter finns listade i Catalogue of Life.